# Jacinta Abucau Pereira

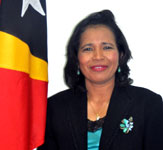
Jacinta Abucau Pereira

Jacinta Abucau Pereira (* 25. August 1973 in Balibo, Portugiesisch-Timor) ist eine Politikerin aus Osttimor und Mitglied in der Partido Democrático (PD).

## Leben
Von 1992 bis 1999 war Pereira Landwirtschaftsfunktionärin im damaligen Distrikt Ermera. 1998 wurde sie Koordinatorin der Organisação Mulher Timorense (OMT) im Suco Riheu (Subdistrikt Ermera). Von 2005 bis 2006 arbeitete Pereira bei einem Frühstücksradio und von 2006 bis 2010 war sie Direktorin der Lar d’’O Bom Samaritano in Lauala (Ermera). Seit 2006 ist Pereira Vorsitzende der Demokratischen Frauenorganisation (Organizasaun Mulher Democratico OMD) in der Gemeinde Ermera, der Frauenorganisation der PD, deren Generalsekretärin sie auf nationaler Ebene ist und seit 2009 ist sie Koordinatorin der katholischen Pfarrei in Gleno.
Im November 2010 rückte Pereira für den ausscheidenden Álvaro do Nascimento als Abgeordnete in das Nationalparlament Osttimors nach. Bei den Parlamentswahlen 2012 stand Pereira wieder auf Platz 9 der Parteiliste und scheiterte erneut knapp mit dem Einzug in das Parlament. Da aber Mitglieder des Kabinetts automatisch als Abgeordnete aus dem Parlament ausscheiden, rückte Pereira erneut als Abgeordnete nach. Sie wurde Mitglied in der Kommission für Wirtschaft und Entwicklung (Kommission D). Bei den Wahlen 2017 scheiterte Pereira erneut mit dem Direkteinzug, diesmal auf Listenplatz 27 der PD deutlich, und schied damit wieder aus dem Parlament aus.

## Ausbildung
2008 erhielt Pereira einen Bachelor für die Portugiesische Sprache. Seit 2011 studiert sie Politik an der Universidade da Paz (UNPAZ) in Dili, neben ihrer Abgeordnetentätigkeit.

## Familie
Pereira ist verheiratet mit Florindo da Conceição Araújo und hat einen Sohn.

## Belege
- Profil auf der Webseite der Partido Democrático (Tetum). Ehemals im Original (nicht mehr online verfügbar); abgerufen am 5. Februar 2016. (Seite nicht mehr abrufbar. Suche in Webarchiven)